# Međurečje (Ivanjica)
Pour les articles homonymes, voir Međurečje.
Ne doit pas être confondu avec Međurječje.
Međurečje (en serbe cyrillique : Међуречје) est un village de Serbie situé dans la municipalité d’Ivanjica, district de Moravica. Au recensement de 2011, il comptait 145 habitants.
Međurečje est situé sur les bords de la Golijska Moravica.

## Démographie
| 1948 | 1953 | 1961 | 1971 | 1981 | 1991 | 2002 | 2011 |
| ---- | ---- | ---- | ---- | ---- | ---- | ---- | ---- |
| 193  | 201  | 130  | 87   | 106  | 142  | 156  | 145  |

|  |